# Antalkidas
Antalkidas (altgriechisch 'Ανταλκίδας Antalkídas; † nach 366 v. Chr.) war ein spartanischer Flottenkommandant und Staatsmann zur Zeit des Königs Agesilaos II.

## Leben
Er war der Sohn des Leon und der Teleutia. Sein Vater war Olympiasieger; für das Jahr 426 v. Chr. ist uns ein Mann namens Leon als Leiter einer Kolonie (Oikist) nach Herakleia in Trachinien bekannt. Wenn jeweils der Vater des Antalkidas in mehreren Belegen unter dem Namen Leon gemeint ist, hatte Antalkidas als Bruder den Pedaritos.
Nachdem die Perser unter dem Athener Konon in der Schlacht von Knidos 394 v. Chr. einen entscheidender Sieg errungen hatten, versuchte Sparta einen Ausgleich mit dem Achämenidenreich zu erreichen. Antalkidas verhandelte 392 v. Chr. vergeblich mit Vertretern des Großkönigs Artaxerxes II., doch erhielt Antalkidas wenigstens Geldzahlungen, die Sparta in den Flottenbau investierte. 388 v. Chr. nahm Antalkidas erneut Kontakt zu persischen Vertretern in Kleinasien auf. Diesmal hatte er mehr Erfolg, zumal Artaxerxes aufgrund von inneren Unruhen an einem Ausgleich mit den Griechen interessiert war. Die Verhandlungen führten schließlich zum sogenannten Königsfrieden, der 387/386 v. Chr. den Korinthischen Krieg beendete. Der Königsfrieden gilt als frühestes Beispiel einer Koiné eiréne, eines allgemeinen Friedens, und wird nach seinem Vermittler auch als Antalkidasfrieden bezeichnet.
Antalkidas war in dieser Zeit einer der bedeutendsten spartanischen Diplomaten, wenngleich er mit König Agesilaos zerstritten war. Er unternahm 367/66 v. Chr. (eventuell auch erst 361 v. Chr.) eine weitere Persienreise, die aber offenbar keinen Erfolg hatte. Nach der spartanischen Niederlage in der Schlacht bei Leuktra 371 v. Chr. scheint er nicht mehr empfangen worden zu sein. Angeblich soll dies Antalkidas in den Suizid getrieben haben. 